# FASTSAT
FASTSAT (Fast, Affordable, Science and Technology SATellite - Szybki, Niedrogi, Naukowo-Techniczny Satelita) – mikrosatelita technologiczny i naukowo-badawczy NASA.
Jest to pierwszy statek z nowej serii mikrosatelitów NASA; przy użyciu tego typu satelitów NASA ma nadzieję przeprowadzić szereg stosunkowo tanich eksperymentów naukowych i technicznych w przestrzeni kosmicznej.
FASTSAT został wyniesiony na orbitę przez rakietę Minotaur IV 20 listopada 2010 o 01:25 UTC z wyrzutni na wyspie Kodiak na Alasce. Razem z nim został wyniesiony inny eksperymentalny satelita – NanoSail-D2. Miał on się oddzielić od FASTSAT-a 6 grudnia, lecz operacja nie powiodła się. Satelity oddzieliły się od siebie dopiero 18 stycznia 2011.
Misja satelity FASTSAT trwała około 2 lat i zakończyła się sukcesem.